# Ebi Kalledar
Ebi Kalledar (* 1959 im Iran) ist ein deutsch-iranischer Künstler.

## Leben
Er begann 1978 sein Studium für Schöne Künste an der Universität Teheran. Während der islamischen Revolution wurde Kalledar bei einem Autounfall schwer verletzt und ist seitdem querschnittsgelähmt. Als Aktfotograf floh er aus Angst vor Verfolgung 1981 nach Deutschland und konnte trotz seiner Behinderung seine Kreativität entfalten. Seine Schwerpunkte sind Kunstmalerei, Aktfotografie und Streetart.
Zu seinen bekanntesten Werken gehören bemalte Fahrzeuge mit der Intention, Kunst für jedermann zugänglich zu machen. Werke von Kalledar wurden unter anderem im Carrousel du Louvre Paris, Palais des festivals in Cannes oder Seoul Museum of Art ausgestellt. 
Besondere Aufmerksamkeit erhielt Kalledar auf der internationalen Ausstellung "Artistes du Monde" in Cannes im Jahr 2015, bei der Marina Picasso, eine Enkelin von Pablo Picasso, die Schirmherrschaft übernahm und Interesse an seinen Werken bekundete.
Ebi Kalledar ist Mitglied im BBK Köln. Er lebt seit 1981 in Köln und betreibt seit 1989 die Galerie Edenfeuer.

## Ausstellungen
- 1985: Ausstellung am Ring, Köln
- 1985–1987: Galerie Dünnwald, Köln
- 1987–1989: Galerie Kiklasch, Köln
- 1988: Galerie und Auktionshaus Kurt, Köln
- 2005: Schloss Gymnich, Gymnich
- 2007: Galerie im Kreishaus, Köln
- 2009: Carrousel du Louvre, Paris
- 2011: Palais des festivals, Cannes
- 2011: Salon des Independants, Paris
- 2013: Salon des Independants, Paris
- 2015: Artistes Du Monde, Cannes
- 2015: Salon des Independants, Paris
- 2017: Mojus am Ring, Köln
- 2019: Seoul Museum of Art, Seoul
- 2019–2020: Salon des Independants, Paris
- 2019: Kunstaktion gegen Plastikmüll, Köln
- 2022–2023: classic interior, Köln